# Platja de Voramar
La platja de Voramar és una platja d'arena del municipi valencià de Benicàssim en la comarca de la Plana Alta.
Limita al nord amb el terme d'Orpesa i al sud amb la platja de l'Almadrava i té una longitud de 550 m, amb una amplitud de 50 m.
L'aportació d'arena natural i un espigó han facilitat a esta platja una superfície considerable. El seu entorn està delimitat per un cuidat passeig marítim després del qual se situen les tradicionals vil·les, que són una de les imatges característiques de Benicàssim.
Se situa en un entorn urbà i disposa d'accés per carrer. Compta amb un passeig marítim i pàrquing delimitat. És una platja abalisada, amb zona per a l'eixida d'embarcacions.
Esta platja compta amb el distintiu de Bandera Blava des de 1994.